# Sonata para violín n.º 26 (Mozart)
La Sonata para violín n.º 26 en si bemol mayor, K. 378/317d, fue compuesta por Wolfgang Amadeus Mozart en Salzburgo a principios de 1779. La obra fue publicada como Opus 2 junto con las sonatas KV 296, KV 376, KV 377, KV 379 y KV 380. Su interpretación suele durar unos veinte minutos.

## Estructura
Consta de tres movimientos:
1. Allegro moderato
2. Andante sostenuto e cantabile
3. Allegro (rondó)